# Oregon (Wisconsin)
Oregon è un villaggio degli Stati Uniti d'America, situato in Wisconsin, nella contea di Dane.